# Princesse des faubourgs
Pour plus de détails, voir Fiche technique et Distribution.
Princesse des faubourgs (Afsporet) est un film noir danois réalisé par Bodil Ipsen et Lau Lauritzen Jr., sorti en 1942 et mettant en vedette Ebbe Rode et Illona Wieselmann.
Ce drame psychologique tourne autour de la relation érotique intense entre une riche femme mariée souffrant d'amnésie et un petit voleur en liberté enchevêtré avec le crime organisé. 
Afsporet marque le début de la réalisatrice Bodil Ipsen et est considéré comme le premier véritable film noir danois.

## Fiche technique
- Titre original : Afsporet
- Titre  français : Princesse des faubourgs
- Réalisation : Bodil Ipsen, Lau Lauritzen Jr.
- Scénario : Sven Rindom, d'après une pièce de Karl Schlüter
- Photographie : Rundolf Frederiksen
- Montage : Marie Ejlersen
- Musique : Sven Gyldmark
- Pays d'origine : Danemark
- Langue originale : danois
- Format : noir et blanc
- Genre : film noir
- Durée : 106 minutes
- Dates de sortie :
  - Danemark : 19 février 1942

## Distribution
- Illona Wieselmann : Esther Berthelsen
- Ebbe Rode : Janus Jensen
- Poul Reumert : Professor Bøgh
- Bjarne Forchhammer : Erik Berthelsen
- Johannes Meyer : Organisten 'Bessefar'
- Sigrid Horne-Rasmussen : Lotte Cloc
- Tove Grandjean : Jenny 'Bælam' Sørensen
- Lise Thomsen : Misse Lillebil
- Ib Schønberg : Jammerherren
- Preben Lerdorff Rye : Willy Hansen (comme Preben Lerdorff)
- Eigil Reimers : Mogens Berner
- Sigurd Langberg : Kriminalassistent Lønberg
- Aage Winther-Jørgensen : Overbetjent
- Karl Goos :
- Povl Wøldike : Radio-speaker (comme Povl Wöldike)
- Carl Lundbeck :
- Jørn Jeppesen : Opdager
- Jeanne Darville : Fru Berner
- Hedvig Pedersen :
- Conrad Eugén : Høj opdager
- Ellen Margrethe Stein : Professorens husholderske
- Lau Lauritzen : (non crédité)